# Kalkylator
Kalkylator kan även vara ett annat namn för miniräknare.

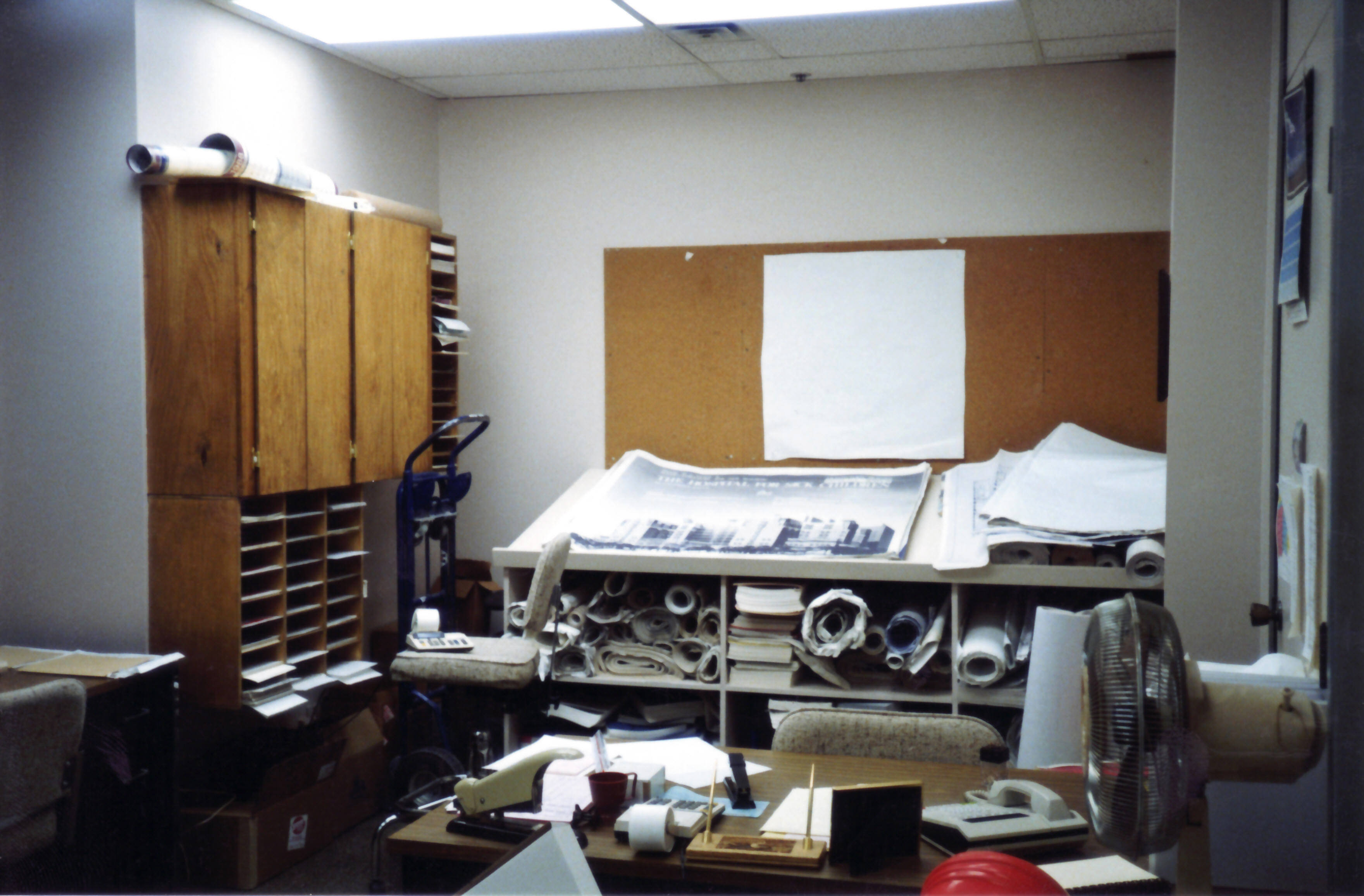
En kalkylators kontor.

Kalkylator är en yrkestitel. En kalkylator sysslar med kalkylering, vilken resulterar i kostnadskalkyler. Ibland benämns yrket kalkylingenjör.

## Källhänvisningar
1. ↑  Svenska Akademiens ordbok: Kalkylera